# Miracle Mile (canción)
«Miracle Mile» es una canción de la banda de indie rock estadounidense Cold War Kids. Sirvió como el primer sencillo de su cuarto álbum Dear Miss Lonelyhearts y fue lanzado el 5 de febrero de 2013.

## Video musical
Dirigido por Vern Moen (quien anteriormente dirigió su video de «Louder Than Ever»), el video fue filmado en su mayoría en blanco y negro y en ocasiones rojo durante la parte media. El video fue lanzado en la página de la banda en YouTube el 11 de abril de 2013.

## Presentaciones en vivo
Cold War Kids realizó «Miracle Mile» junto con «Loner Phase» en Jimmy Kimmel Live! El 2 de abril de 2013.

## En la cultura popular
- La canción fue utilizada en la cuarta temporada del episodio «Bring It On» de la serie de The CW The Vampire Diaries.
- La canción fue utilizada en la novena temporada del episodio «Wasteland Transplant» de la serie de CBS Grey's Anatomy.
- La canción fue utilizada en el episodio de NBC Camp «Valentine's Day in July».

## Rendimiento en las listas
La canción apareció en la lista Billboard Alternative Songs en el número 37 y alcanzó el puesto número 22, su quinto top 40 hit en esa lista y la más alta la canción de posiciones hasta la fecha desde el año 2006 de «Hang Me Up to Dry». Se quedó en el chart durante diecinueve semanas haciendo de esta su canción de posiciones más larga hasta la fecha.
| Listas (2013)                        | Mejor posición |
| ------------------------------------ | -------------- |
| Estados Unidos (Alternative Airplay) | 22             |